# Eduardo Mata
(Jaime) Eduardo (Vladimiro) Mata Asiasín (Mexico-Stad , 5 september 1942 - Cuernavaca, 4 januari 1995) was een bekend Mexicaans componist, muziekpedagoog en dirigent. Hij was een zoon van het echtpaar Federico Mata en Ana María Asiasín

## Levensloop
Mata kreeg privé gitaarles gedurende drie jaar voordat hij zich inschreef bij het nationale conservatorium. Van 1960 tot 1963 studeerde hij compositie bij Carlos Chávez, Héctor Quintanar en Julián Orbón. In 1964 ontving hij een Koussevitzky Fellowship (beurs) om in Tanglewood te gaan studeren. Daar kreeg hij les van Max Rudolf en Erich Leinsdorf en compositieleer van Gunther Schuller.
Hij componeerde diverse werken in de jaren vijftig en zestig, waaronder drie symfonieën, kamermuziek, sonates, en werken voor ballet. Zijn derde symfonie, alsmede enkele stukken van zijn kamermuziek zijn opgenomen.
In 1965 werd hij benoemd als hoofd van de afdeling Muziek van de Nationale Autonome Universiteit van Mexico (UNAM) en dirigent van het orkest van Guadalajara. Hij trad ook op als dirigent van het orkest van de universiteit, dat later het Philarmonisch orkest van de UNAM werd. In 1972 verliet hij Mexico voor de positie van chef-dirigent van het Phoenix Symphony Orchestra. Het jaar daarop werd hij ook benoemd als muzikaal directeur. Beide posities vervulde hij tot aan het begin van het seizoen 1977/1978.
Van 1977 tot 1993 was hij muzikaal directeur en dirigent van het Dallas Symphony Orchestra en gastdirigent van diverse bekende orkesten in de Verenigde Staten, Europa en Latijns-Amerika. Hij maakte meer dan vijftig opnamen, de meeste met het Symfonie-orkest van de UNAM, het Dallas Symphony Orchestra, en het London Symphony Orchestra.
Op 4 januari 1995 was Mata samen met een passagier ’s morgens van Cuernavaca, Mexico op weg naar Dallas. Mata bestuurde zijn eigen Piper Aerostar. Een motor viel al snel na het opstijgen uit en het vliegtuig verongelukte na een mislukte landingspoging, waarbij beide inzittenden om het leven kwamen.

## Composities

### Werken voor orkest

#### Symfonieën
- 1962 Symfonie nr. 1 "clásica"
- 1963 Symfonie nr. 2 "romántica"

#### Andere werken voor orkest
- 1963 Suite uit het ballet "Débora"

### Werken voor harmonieorkest
- 1966 Symfonie nr. 3, para orquesta de alientos y corno obbligato

### Muziektheater

#### Balletten
- 1963 Los huesos secos

### Vocale muziek
- 1964 Aires sobre un tema del siglo dieciséis

### Kamermuziek
- 1957 Trío para Vaughan Williams, voor klarinet, cello en slagwerk
- 1961 Improvisaciones, voor klarinet en piano
- 1964 Improvisación número 1, voor strijkkwartet en piano vierhandig
- 1965 Improvisación número 2, voor strijkkwartet en 2 piano's
- 1965 Improvisación número 3, voor viool en piano
- 1966 Sonate, voor cello solo

### Werken voor piano
- 1960 Sonate

### Filmmuziek
- 1971 Ya se quién eres (te he estado observando)
- 1974 El señor de Osanto